# Mindless Behavior
Mindless Behavior ist eine US-amerikanische Boygroup.

## Karriere
Mindless Behavior wurde bekannt für die von Walter Millsap produzierten Singles „My Girl“ und „Mrs. Right“. Zusammengestellt und gemanagt wurde die Band 2008 in Los Angeles von Keisha Gamble, Walter Millsap und Vincent Herbert, die die Mitglieder, die alle im Teenageralter waren, in Tanz und Gesang zwei Jahre trainierten. Ihr Debütalbum wurde am 20. September 2011 veröffentlicht und debütierte auf der Billboard 200 Album Charts auf Platz 7. Mindless Behavior tourte bereits mit den Backstreet Boys, Justin Bieber und Jason Derulo und war die einzige Vorgruppe für Janet Jacksons 2011er Tour.

## Diskografie

### Studioalben
- 2011: #1 Girl
- 2012: All Around the World
- 2016: #officialMBmusic

### Singles
- 2010: My Girl (Remix mit Ciara, Tyga & Lil Twist)
- 2011: Mrs. Right (featuring Diggy Simmons)
- 2011: Girls Talkin’ Bout
- 2011: Christmas with My Girl
- 2011: Body Language
- 2012: Hello

## Auszeichnungen
- BET Awards Coca Cola’s Viewer’s Choice Award (Winner)